# Hajo Seppelt
Hajo Seppelt (Berlino, 1963) è un giornalista tedesco della rete ARD.

## Biografia
Fu il primo a raccogliere testimonianze e a rendere pubbliche le notizie circa il caso di doping di Stato in Russia.